# Croix de cimetière de Locmariaquer
La croix de cimetière de Saint-Vincent-sur-Oust est érigée au bourg de Locmariaquer, dans le Morbihan.

## Historique
La croix de cimetière de Locmariaquer fait l’objet d’une inscription au titre des monuments historiques depuis le 9 décembre 1939.